# Cerveses Ibosim
Cerveses Ibosim (oficialment Ibiza Beer Company SL) és una petita empresa de cerveses artesanes fundada en 2013 i situada en Port des Torrent, al municipi de Sant Josep de sa Talaia, a l'illa d'Eivissa. Com altres cerveses artesanes dels Països Catalans els fermentadors de cervesa són visibles des de la zona de bar del mateix local. El context de la seva creació es pot incloure en l'anomenada "revolució craft", que s'inicia a la península a inicis del segle XXI i arriba a Balears poc després. Altres marques de cerveses artesanes a les Balears són Cervesa des Pla, Beer Lovers o Sullerica a Mallorca; o Illa i Graham Pierce a Menorca.

## Història
Com altres marques de cervesa artesana, l'empresa va sorgir a partir del homebrewing i es va anar professionalitzant a la segona dècada del segle XXI. La marca sempre ha estat vinculada a l'illa d'Eivissa. El nom "ibosim" fa referència al topònim púnic que significa ‘illa del déu Bes’.
Les primeres cerveses comercials de la marca van ser IBZ Summer Pale Ale i posteriorment Posidònia Blonde i Garrova Porter, amb garrofa d'Eivissa (feta en col·laboració amb Cerveses Popaire, de Blanes. Al 2014 van fer per primera vegada una Weissbier per encàrrec de la Fira de la Cervesa d'Eivissa, i que és el gèrmen de l'actual Isla Blanca Weissbier. Al 2015 introdueixen una Amber Ale amb romaní i taronges d'inspiració belga, Rosemary Belgian Ale i presenten a la Fira de la Cervesa una cervesa sense gluten. Aquest mateix any produeixen les primeres Indian Pale Ale (IPA) en col·laboració amb Tro Ales, As Cervesa Artesana, Cafè Meke i Popaire, amb noms de déus hindús, la qual cosa va provocar queixes i l'exigència de retirar-les del líder religiós Rajan Zed.
Al 2016 surt una edició especial de la Porter, d'alta graduació i envellida en barrica de roure durant 6 mesos, Imperial Porter. Coincidint amb el tercer aniversari de la marca, s'inaugura el primer "brewpub" d'Eivissa, Ibosim Brewhouse, a Port des Torrent. Al 2017 i 2018 s'introdueixen nous estils, com una American Brown Ale, que evolucionarà a la Revolution Brown Ale (2019), una Tripel (Hoppy Belgian Tripple), i una "IPA amb maduixes" en col·laboració amb els italians Birrificio Emiliano (Bologna) i Birrificio Lambrate (Milà).
Actualment la linea regular (disponible tant a temporada d'estiu com a l'hivern a Eivissa) queda fixada en set cerveses: dos IPA, una Porter, una Weisbier, una Belga, una Blonde i una Pale Ale.